# Jean Perrault
Pour les articles homonymes, voir Perrault.
Ne doit pas être confondu avec Jean Perreault.
Jean Perrault, né le 28 mai 1945, est un homme politique québécois. Il fut maire de Sherbrooke pendant 4 mandats soit de 1994 à 2009. Il fut aussi président de l'Union des municipalités du Québec.

## Biographie
Passionné de sport, il a été champion canadien de ski nautique en 1965, et ce, tout en faisant partie de l’équipe canadienne de ski alpin, étant du même souffle le seul athlète à faire partie simultanément de deux équipes nationales.
Mordu de ski nautique, il en a fondé une école et créé la Fête du lac des Nations pour la financer. Il a été nommé athlète de l’année dès son arrivée à l’Université de Sherbrooke.
Jean Perrault a aussi été durant près de 25 ans au Collège de Sherbrooke, où il a agi à titre de professeur, directeur du Service des sports et directeur du Centre d’activité physique.
Coprésident des Mondiaux jeunesse d’athlétisme qui se tenaient à Sherbrooke en 2003, il a aussi été intronisé en mars 2006 au Hall de la renommée du sport à l'Université de Sherbrooke à titre d’athlète.